# Monasterio de Starobilsk
El monasterio de Starobilsk (en ucraniano: Старобільський жіночий монастир), también conocido como monasterio del Icono de la Madre de Dios "Alegría de Todos los Afligidos" (en ucraniano: монастир «Всіх скорбящих Радостє»), es un edificio religioso de la iglesia ortodoxa ucraniana situado en la ciudad de Starobilsk del óblast de Lugansk (Ucrania).

## Historia
El monasterio se estableció en 1862, fundado por la noble Hanna Ivanovna quien, después de la muerte de su esposo, hizo votos religiosos con el nombre de Angelina y se convirtió en la primera superiora de la comunidad. En los años 1863-1870, se erigió la iglesia ortodoxa de la Santísima Trinidad y en los años 1872-1899 se erigió el principal templo monástico, la iglesia del Icono de la Madre de Dios “Toda alegría afligida”.
En 1922, el monasterio fue cerrado por las autoridades soviéticas. En los años 1939-1940, hubo en Starobilsk un campo de prisioneros de guerra para oficiales del ejército polaco, hechos prisioneros por la URSS después de la ocupación del este de Polonia en septiembre de 1939. Los prisioneros de guerra, en número de unos 4.000, durante abril de 1940 fueron transportados sucesivamente a Járkiv, donde fueron fusilados por agentes de la NKVD. Después de la Segunda Guerra Mundial, los edificios del monasterio albergaron una unidad militar. 
En 1992, ambas iglesias monásticas fueron devueltas a los ortodoxos, y al año siguiente se reactivó el monasterio.

## Galería

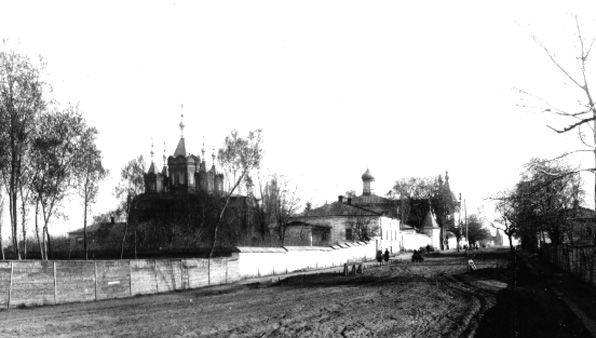
Monasterio de Starobilsk a finales del siglo XIX
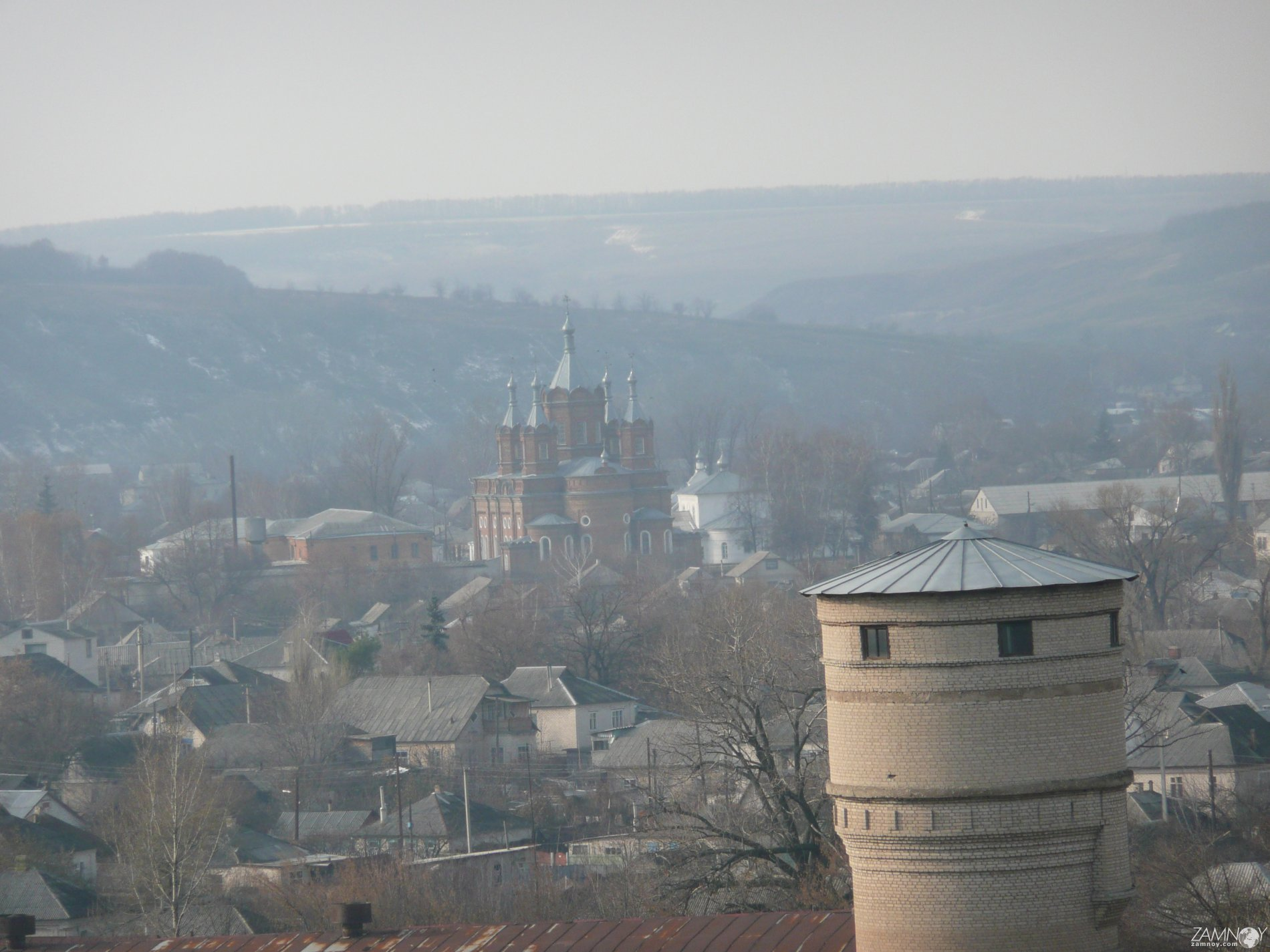
Vista aérea del complejo monástico
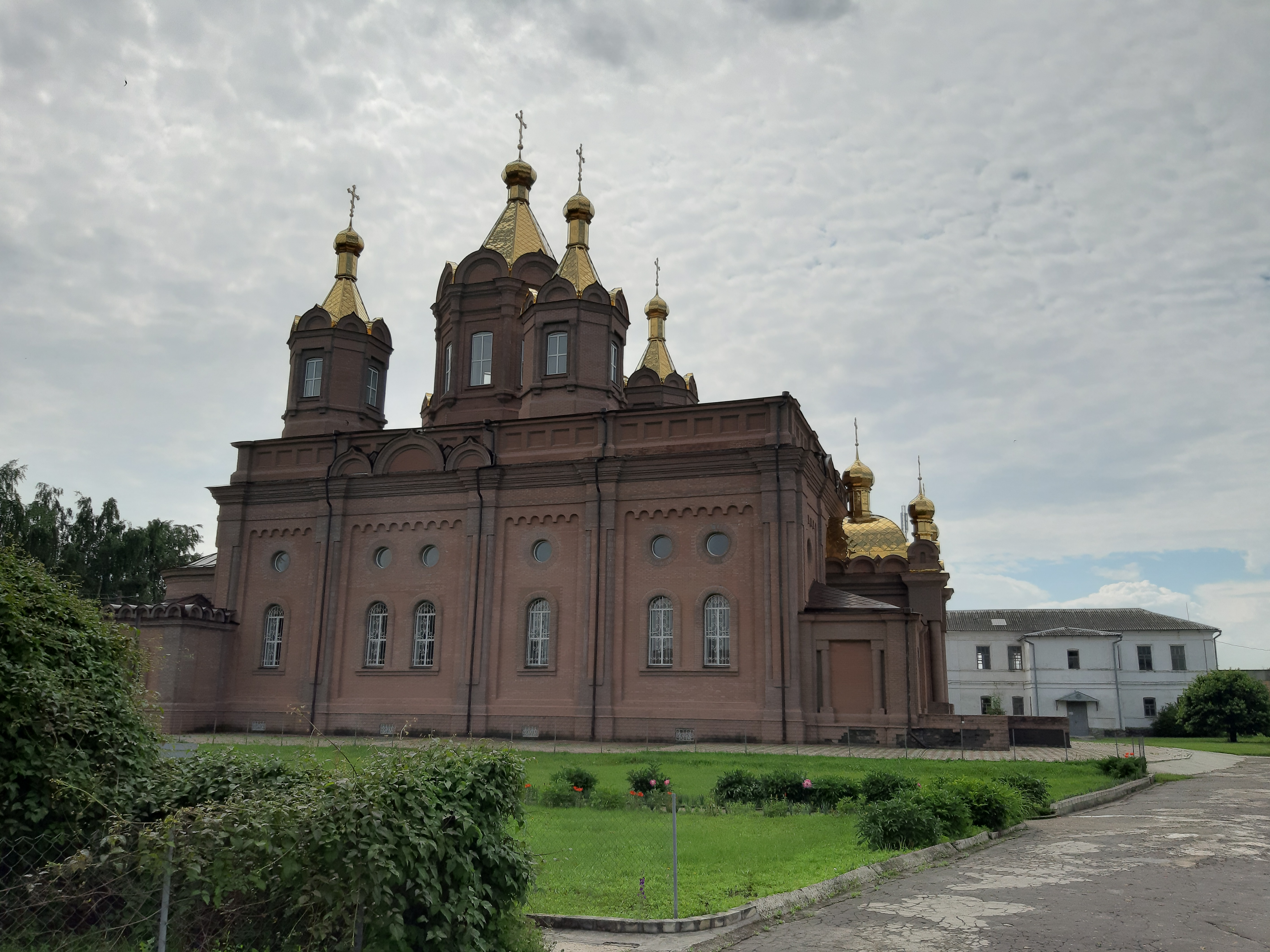
Iglesia
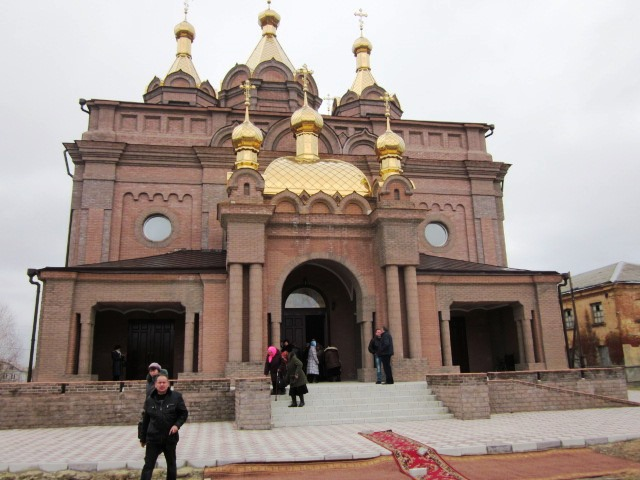
Vista frontal de la iglesia